# Atto Vannucci

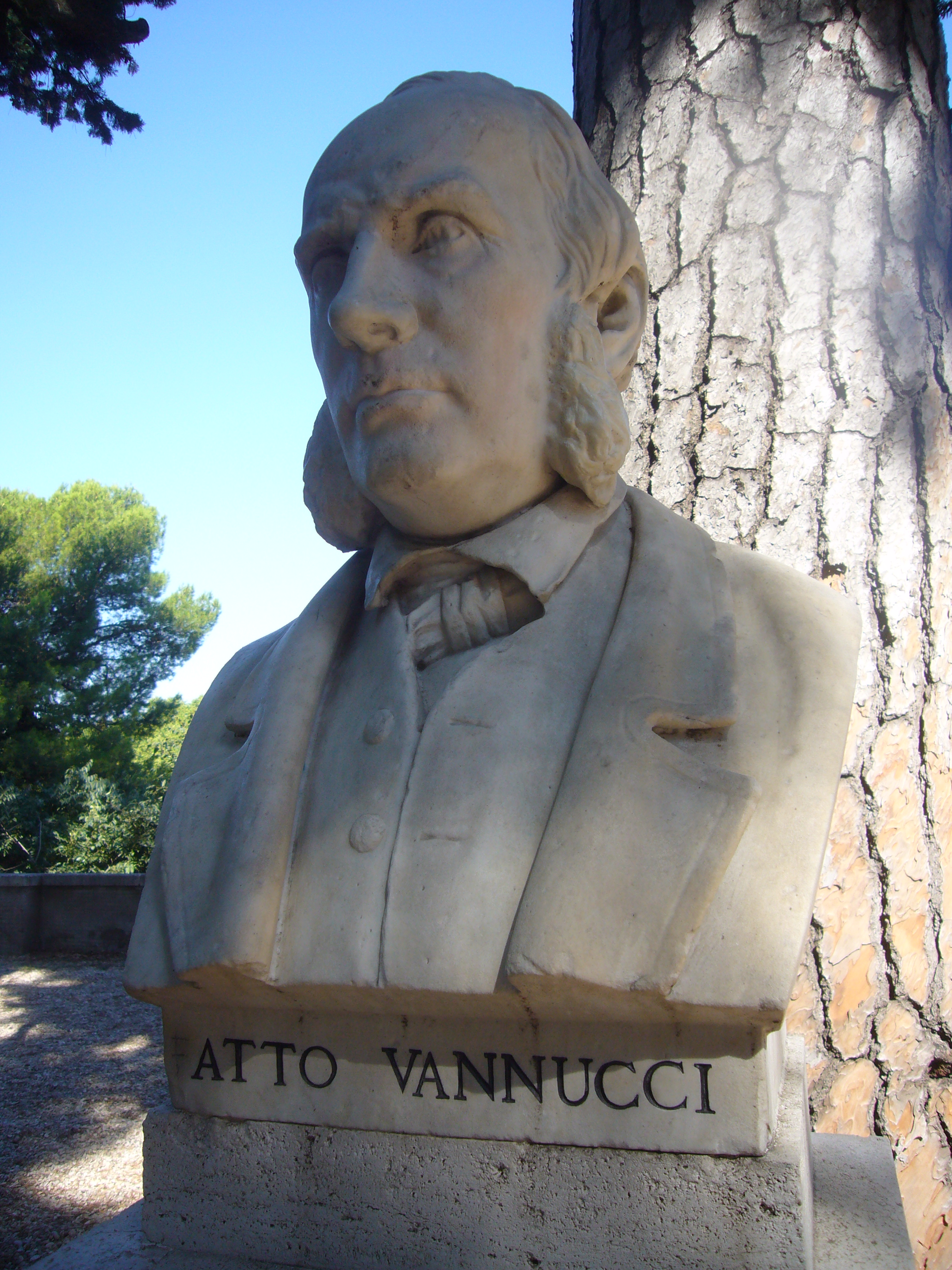

Atto Vannucci (* 1. Dezember 1808 in Tobbiana; † 10. Juni 1883 in Florenz) war ein italienischer Geschichtsschreiber und Professor der Humanitätswissenschaften.

## Leben
Atto Vannucci war ursprünglich für den geistlichen Stand bestimmt, verließ aber das Seminar, um sich den geschichtlichen Studien zu widmen. Im 23. Lebensjahr erhielt er eine Anstellung als Professor der Humanitätswissenschaften und später der Geschichte am Collegio Cicognini in Prato.
Vannucci war als politisch engagierter Dozent von Anfang an in die politischen Prozesse des Risorgimento involviert. Während der Revolutionsjahre 1848/49 lebte er einige Jahre als Verbannter im Ausland: in Frankreich, England, Belgien, der Schweiz, wo er 1852/53 Universalgeschichte lehrte. Später lebte und wirkte er wieder in Frankreich und konnte 1856 nach Florenz zurückkehren.
Von der neuen italienischen Regierung unter Ministerpräsident Camillo Benso von Cavour wurde Vannucci rehabilitiert und 1859 zum Bibliothekar an der Biblioteca Magliabechiana ernannt. Als solcher nahm er später einen Ruf als Prof. für römische Literatur am Istituto di studi superiori in Florenz an. 1848 wurde er in die Accademia della Crusca aufgenommen, 1865 wurde er zum Senator des Königreichs ernannt, 1875 folgte die Aufnahme in die Accademia dei Lincei. 1878 legte Vannucci alle seine Ämter nieder und ließ sich in Florenz nieder. Dort starb er im Alter von 74 Jahren am 10. Juni 1883.

## Werke (Auswahl)
- Storia dell’ Italia antica (Florenz 1846–55, 4 Bände; 3. Aufl., Mailand 1872 ff.)
- I primi tempi della libertà fiorentina (Florenz 1856, 3. Aufl. 1871)
- I martiri della libertà italiana (7. Aufl., Mailand 1885, 3 Bände)
- Studj storici e morali sulla letteratura latina (Turin 1854, 3. Aufl. 1871)
- Ricordi della vita e delle opere di G. B. Niccolini (Florenz 1866, 2 Bände)
- Proverbi latini illustrati (Mail. 1880–83, 3 Bände)